# Scuderia Finotto
Die Scuderia Finotto war ein italienisches Motorsportteam, das sich 1974 zu einigen Rennen der Formel-1-Weltmeisterschaft meldete. Ursprünglich für den Einsatz durch Silvio Moser vorgesehen, war die Geschichte des Teams nach dessen Tod von Notlösungen geprägt. Der Rennstall war auch nach den Maßstäben der 1970er-Jahre außergewöhnlich schwach finanziert und organisiert. Ihm gelang nur eine Rennteilnahme. Bekanntester Fahrer des Teams war der spätere Renault-Sportchef und Teambesitzer Gérard Larrousse, der mit Finotto sein einziges Formel-1-Rennen – zugleich das einzige Rennen des Teams – bestritt.

## Geschichte

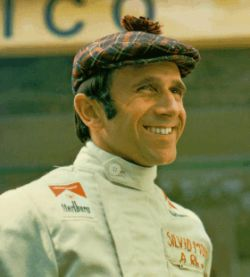
Einer der Initiatoren des Projekts: Silvio Moser

Die Gründung des Rennstalls geht auf den italienischen Rennfahrer Martino Finotto zurück, der in den 1970er-Jahren einer der bekanntesten Tourenwagenpiloten seines Landes war. Ende 1973 kaufte Finotto zwei ältere Formel-1-Fahrzeuge vom Typ Brabham BT42 in der Absicht, mit ihnen 1974 selbst in der Formel 1 anzutreten. Nach einer Testfahrt im November 1973 kam Finotto zu der Auffassung, dass die Formel 1 nichts für ihn sei. Er bot daraufhin anderen Rennfahrern seine Autos an. Zu ihnen gehörte der Tessiner Silvio Moser, der von 1966 bis 1971 an 12 Formel-1-Weltmeisterschaftsläufen teilgenommen hatte, unter anderem mit einem speziell für ihn konstruierten Fahrzeug vom Typ Bellasi. Moser war nach dem Scheitern des Bellasi-Projekts zunächst in die Formel 2 zurückgekehrt, verfolgte aber weiter die Idee eines Wiedereinstiegs in die Formel 1. Eine Chance hierzu ergab sich durch Martino Finotto, mit dem Moser seit einigen Jahren befreundet war. Mit der finanziellen Unterstützung des Schweizer Unternehmers Bretscher leaste Moser die beiden Finotto-Brabhams. Die Vereinbarung sah vor, dass Moser den Renneinsatz selbst finanzieren und organisieren sollte.
Moser meldete die Autos zum ersten europäischen Rennen des Jahres, dem Großen Preis von Spanien in Jarama für das Bretscher Racing Team. Als Fahrer war er selbst vorgesehen; es gibt Gerüchte, dass Moser zudem das zweite Auto für den Schweden Reine Wisell an den Start bringen wollte. Eine Woche vor dem Rennen in Spanien verunglückte Moser beim 1000-km-Rennen von Monza schwer, sodass er am Großen Preis von Spanien nicht teilnehmen konnte. Moser starb einige Wochen nach dem Unfall an seinen Verletzungen. Martino Finotto entschied sich daraufhin dafür, die Brabhams im Laufe des Jahres 1974 unter eigenem Namen für Paydriver einzusetzen. Bretscher wurde weiterhin als Sponsor geführt, aber es ist zweifelhaft, ob er das Team tatsächlich substantiell unterstützte.

## Organisationsstruktur
Das Team hatte eine schwache Infrastruktur. Es hatte nur wenige Mechaniker. Der ehemalige Schweizer Rennfahrer Jürg Dubler war zeitweise als Organisator des Teams tätig. Die Scuderia Finotto hatte eine „selbst für die 1970er-Jahre schwache Infrastruktur“. So hatte es keine eigenen Räumlichkeiten. Das Team nutzte stattdessen Lino Brancas Automobilwerkstatt in Buscate für gelegentliche Arbeiten, und die Motoren wurden bei dem Tuningbetrieb Novamotor überarbeitet.

## Autos

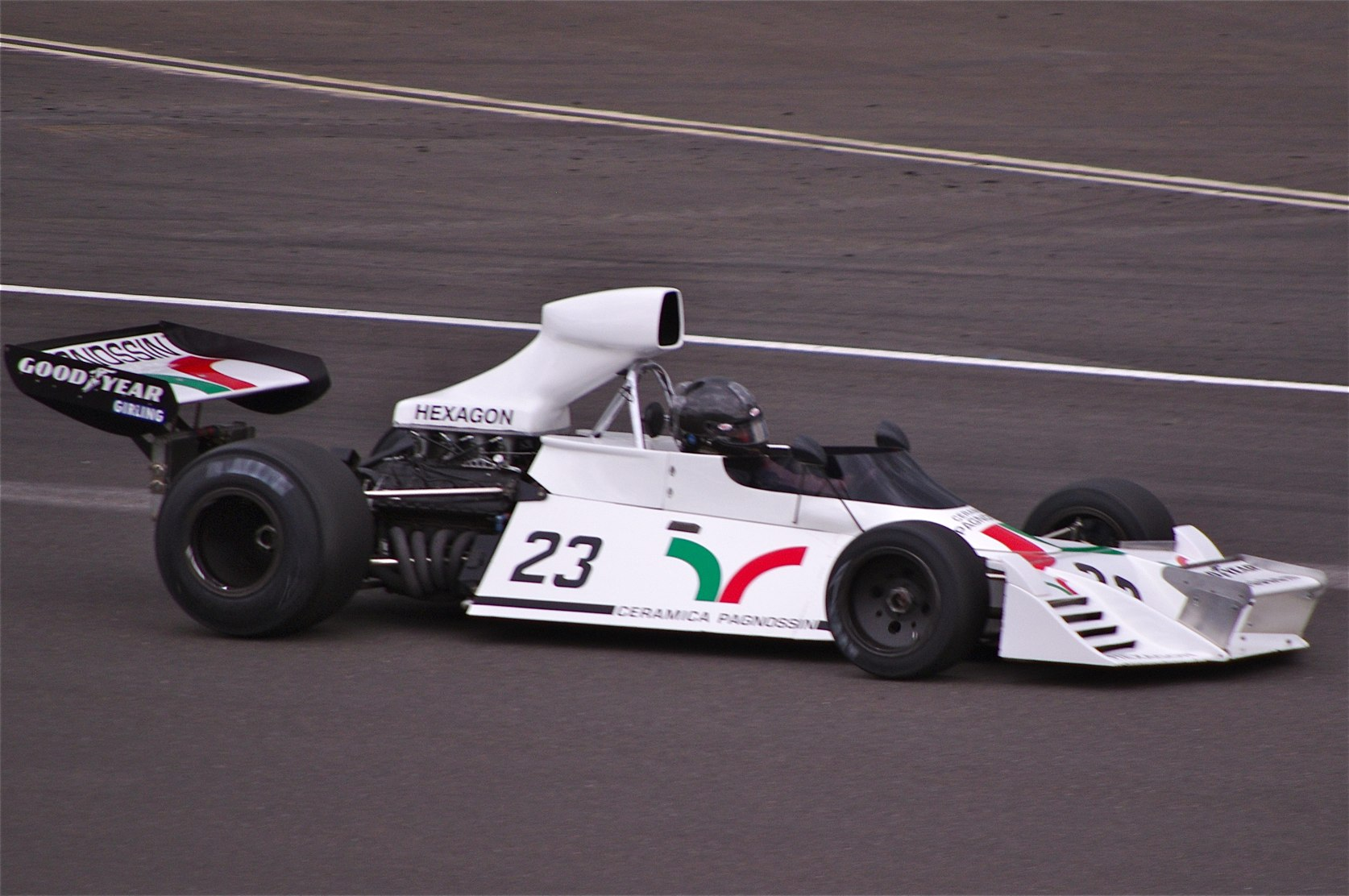
Brabham BT42 (in der Lackierung des Werksteams)

Die Scuderia Finotto besaß in der Saison 1974 zwei Brabham BT42-Chassis. Es handelte sich um die Chassis mit den Nummern 05 und 06. Beide waren 1973 hergestellt und vom Brabham-Werksteam eingesetzt worden. Den BT42/05 hatte Wilson Fittipaldi gefahren, den BT42/06 Rolf Stommelen. Bei allen vier Rennen, zu denen die Scuderia Finotto antrat, setzte das Team nur den BT42/06 ein; der BT42/05 wurde 1974 nicht bewegt.
Als Antrieb dienten drei Cosworth-DFV-Achtzylindermotoren, die Reifen kamen von Firestone.

## Renneinsätze

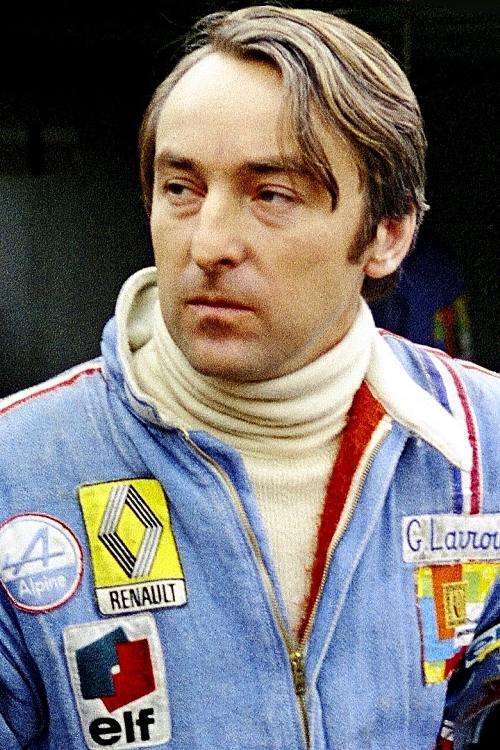
Bestritt den einzigen Formel-1-Lauf der Scuderia Finotto: Gérard Larrousse

Der erste Renneinsatz der Scuderia Finotto erfolgte beim Großen Preis von Belgien 1974. Der französische Langstreckenpilot Gérard Larrousse kaufte sich für dieses Rennen ein. Er qualifizierte sich mit 4,4 Sekunden Rückstand für den 28. Startplatz. Im Rennen schied er infolge eines Reifenschadens nach 53 von 85 Runden aus.
Zum anschließenden Rennen in Monaco meldete sich das Team erneut. Im Vorfeld des Rennens wiesen die Organisatoren die Meldung des Teams zurück, sodass die Scuderia Finotto in der offiziellen Meldeliste des Großen Preises von Monaco 1974 nicht erscheint.
Nachdem Finotto die Großen Preise von Schweden und den Niederlanden ausgelassen hatte, trat es im Juli 1974 in Frankreich erneut an. Wiederum meldete es Gérard Larrousse als Fahrer. Larrousse verpasste bei seinem Heimrennen die Qualifikation. Mit einem Rückstand von 4,5 Sekunden auf die Pole-Zeit von Niki Lauda war Larrousse der langsamste Fahrer des Trainings.
Für den anschließenden Großen Preis von Großbritannien kaufte sich Andy Sutcliffe bei der Scuderia Finotto ein. Auch hier lehnten die Organisatoren die Meldung des Teams im Vorfeld ab. Gleiches gilt für den Großen Preis von Deutschland, zu dem Finotto den deutschen Rennfahrer Manfred Mohr (in einigen Quellen unzutreffend als Manfred Möhr bezeichnet) an den Start bringen wollte.
Die Meldung Helmut Koiniggs zum Großen Preis von Österreich wurde dagegen akzeptiert. Der Österreicher nahm an den Trainingssitzungen teil. Er war der langsamste aller 31 Fahrer. Mit einem Rückstand von 5,2 Sekunden auf die Pole-Zeit Laudas verpasste er die Qualifikation deutlich.
Der letzte Grand-Prix-Einsatz der Scuderia Finotto war der Große Preis von Italien. Das Team meldete hier Carlo Facetti und Jean-Louis Lafosse, die ebenso wie Manfred Mohr Freunde von Martino Finotto waren. Lafosse trat letztlich nicht an. Die Gründe hierfür sind ungeklärt. Nach einigen Quellen akzeptierten die Organisatoren seine Meldung nicht, nach anderen zog das Team sie zugunsten von Facetti zurück. Nur Facetti wird in der offiziellen Meldeliste geführt. Facetti verpasste die Qualifikation in Monza um 0,8 Sekunden.

## Rennergebnisse
| Fahrer                           | Chassis                          | 1 | 2 | 3 | 4 | 5   | 6 | 7 | 8 | 9   | 10 | 11 | 12  | 13  | 14 | 15 | Punkte | Rang |
| -------------------------------- | -------------------------------- | - | - | - | - | --- | - | - | - | --- | -- | -- | --- | --- | -- | -- | ------ | ---- |
| Automobil-Weltmeisterschaft 1974 | Automobil-Weltmeisterschaft 1974 |   |   |   |   |     |   |   |   |     |    |    |     |     |    |    | 0      | –    |
| G. Larrousse                     | Brabham BT42                     |   |   |   |   | DNF |   |   |   | DNQ |    |    |     |     |    |    | 0      | –    |
| H.Koinigg                        | Brabham BT42                     |   |   |   |   |     |   |   |   |     |    |    | DNQ |     |    |    | 0      | –    |
| Carlo Facetti                    | Brabham BT42                     |   |   |   |   |     |   |   |   |     |    |    |     | DNQ |    |    | 0      | –    |

| Legende  | Legende            | Legende                                                          |
| Farbe    | Abkürzung          | Bedeutung                                                        |
| -------- | ------------------ | ---------------------------------------------------------------- |
| Gold     | –                  | Sieg                                                             |
| Silber   | –                  | 2. Platz                                                         |
| Bronze   | –                  | 3. Platz                                                         |
| Grün     | –                  | Platzierung in den Punkten                                       |
| Blau     | –                  | Klassifiziert außerhalb der Punkteränge                          |
| Violett  | DNF                | Rennen nicht beendet (did not finish)                            |
| Violett  | NC                 | nicht klassifiziert (not classified)                             |
| Rot      | DNQ                | nicht qualifiziert (did not qualify)                             |
| Rot      | DNPQ               | in Vorqualifikation gescheitert (did not pre-qualify)            |
| Schwarz  | DSQ                | disqualifiziert (disqualified)                                   |
| Weiß     | DNS                | nicht am Start (did not start)                                   |
| Weiß     | WD                 | zurückgezogen (withdrawn)                                        |
| Hellblau | PO                 | nur am Training teilgenommen (practiced only)                    |
| Hellblau | TD                 | Freitags-Testfahrer (test driver)                                |
| ohne     | DNP                | nicht am Training teilgenommen (did not practice)                |
| ohne     | INJ                | verletzt oder krank (injured)                                    |
| ohne     | EX                 | ausgeschlossen (excluded)                                        |
| ohne     | DNA                | nicht erschienen (did not arrive)                                |
| ohne     | C                  | Rennen abgesagt (cancelled)                                      |
| ohne     | keine WM-Teilnahme |                                                                  |
| sonstige | P/fett             | Pole-Position                                                    |
| sonstige | 1/2/3/4/5/6/7/8    | Punktplatzierung im Sprint-/Qualifikationsrennen                 |
| sonstige | SR/kursiv          | Schnellste Rennrunde                                             |
| sonstige | *                  | nicht im Ziel, aufgrund der zurückgelegten Distanz aber gewertet |
| sonstige | ()                 | Streichresultate                                                 |
| sonstige | unterstrichen      | Führender in der Gesamtwertung                                   |